# Staedtler

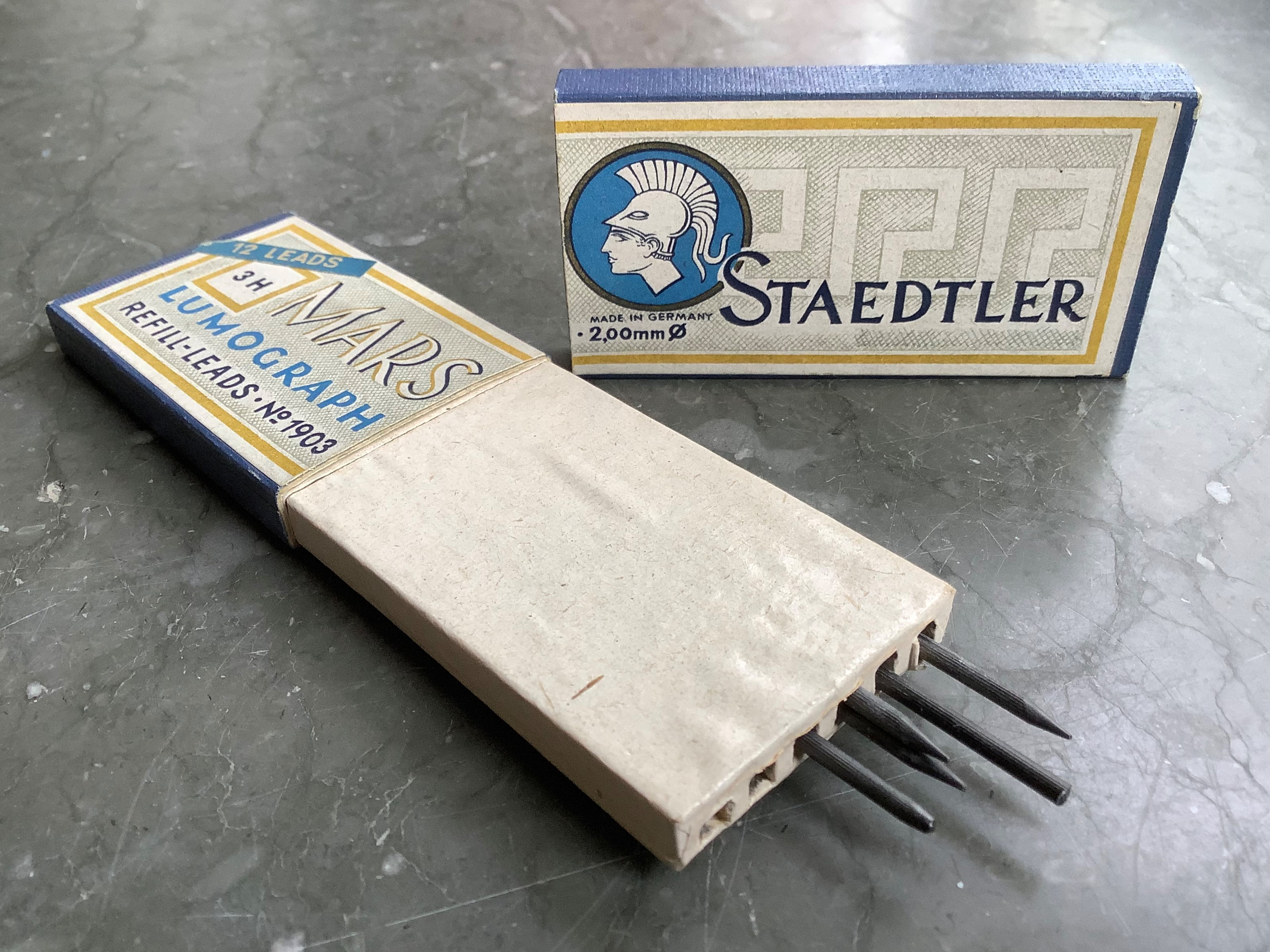
Staedler Mars logotyp från 1925 på ett etui med Lumograph stift.

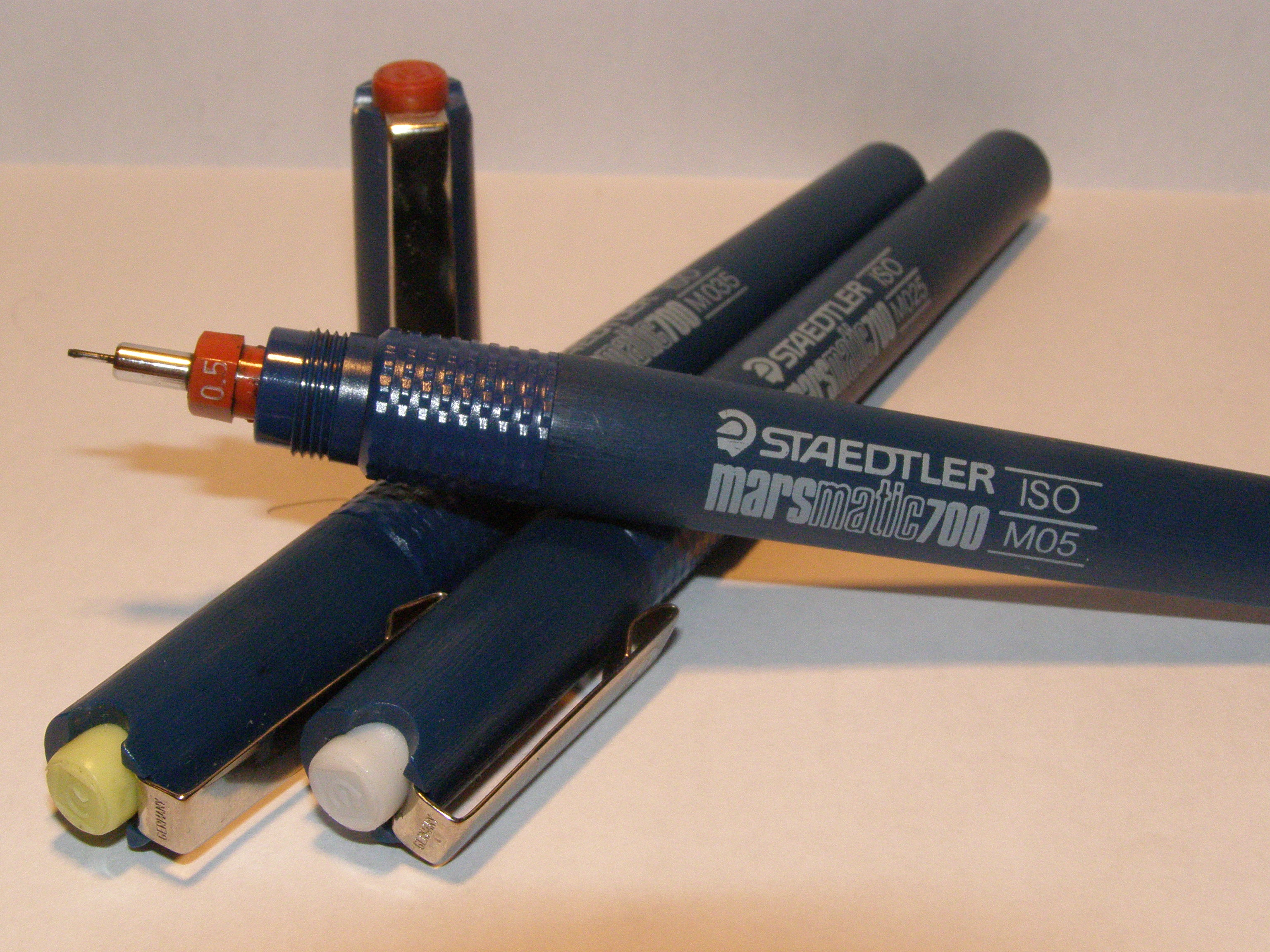
Staedtler tekniska ritpennor.

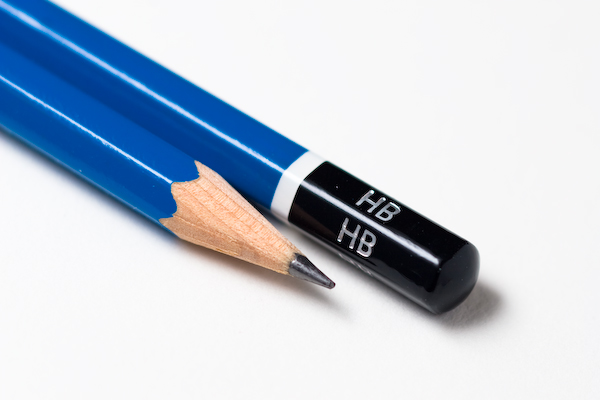
Staedtler blyertspennor.

Staedtler är en tillverkare av pennor och kontorsmaterial med huvudkontor i Nürnberg. Staedtler är en av Tysklands äldsta tillverkare av skrivdon och har 2000 anställda varav 1300 i Tyskland där tre av fabrikerna finns. 80 procent av produktionen exporteras. Tillverkning sker på 10 orter varav fyra inom EU. Försäljning sker i över 150 länder.
Johann Sebastian Staedtler grundade Staedtler 1835 för tillverkning av blyertspennor. Familjen hade en tradition av penntillverkning, anfadern Friedrich Staedtler hade 1662 skrivits in som pennmakare i staden Nürnberg. Johann Sebastian Staedtler lärde sig yrket av sin far Paulus Staedtler och förde över kunskaperna från det hantverksmässiga till industriell produktion. Bolaget växte och utökade sin produktion – 1866 var årsproduktionen uppe i två miljoner pennor. I slutet av 1800-talet utökades varumärkesportföljen med märkena Minerva, Mars och Noris. Symbolen för varumärket Mars, guden Mars, har sedermera blivit hela koncernens logotyp, det så kallade Marshuvudet.
Under 1920-talet expanderade bolaget utomlands och etablerade dotterbolag i USA, Japan och Storbritannien. Företaget ägs idag av stiftelsen Staedtler-Stiftung.